# Damisel·la endolada
La damisel·la endolada (Calopteryx haemorrhoidalis) és una espècie d'odonat zigòpter de la família dels calopterígids present a Catalunya.

## Distribució
Es tracta d'una espècie de l'oest del Mediterrani: es troba a Portugal, Espanya, França, Itàlia, a nombroses illes del Mediterrani (com Balears, Còrsega, Sardenya i Sicília) i al nord d'Àfrica (nord del Marroc, d'Algèria i de Tunísia). Les tres subespècies descrites es distribueixen:
- C. h. occasie: costes de França i costa occidental d'Itàlia.
- C. h. asturica: costes de l'Atlàntic i nord-oest d'Espanya.
- C. h. haemorrhoidalis: la resta de zones.

## Descripció
Dimorfisme sexual marcat. Els mascles són de color vermell-porpra brillant o de color coure. Es caracteritzen per una taca rosa situada a la part inferior dels últims segments de l'abdomen (d'aquí el nom científic). Gran part de les ales són negres, d'aspecte vellutat. Les femelles són de color més clar, amb cos de verd metàl·lic a bronze; les ales, marrons, tenen una cinta més fosca a l'extrem. Tenen una llargària, des del cap fins a la punta de l'abdomen, de 45 a 48 mm.

## Hàbitat
Habita preferentment en rierols d'aigües clares, amb fons pedregosos i de no més d'un metre de fondària, amb vegetació arbòria i arbustiva als marges.

## Període de vol
Es pot observar des de l'abril fins al setembre.